# Restaurant Wullenwever

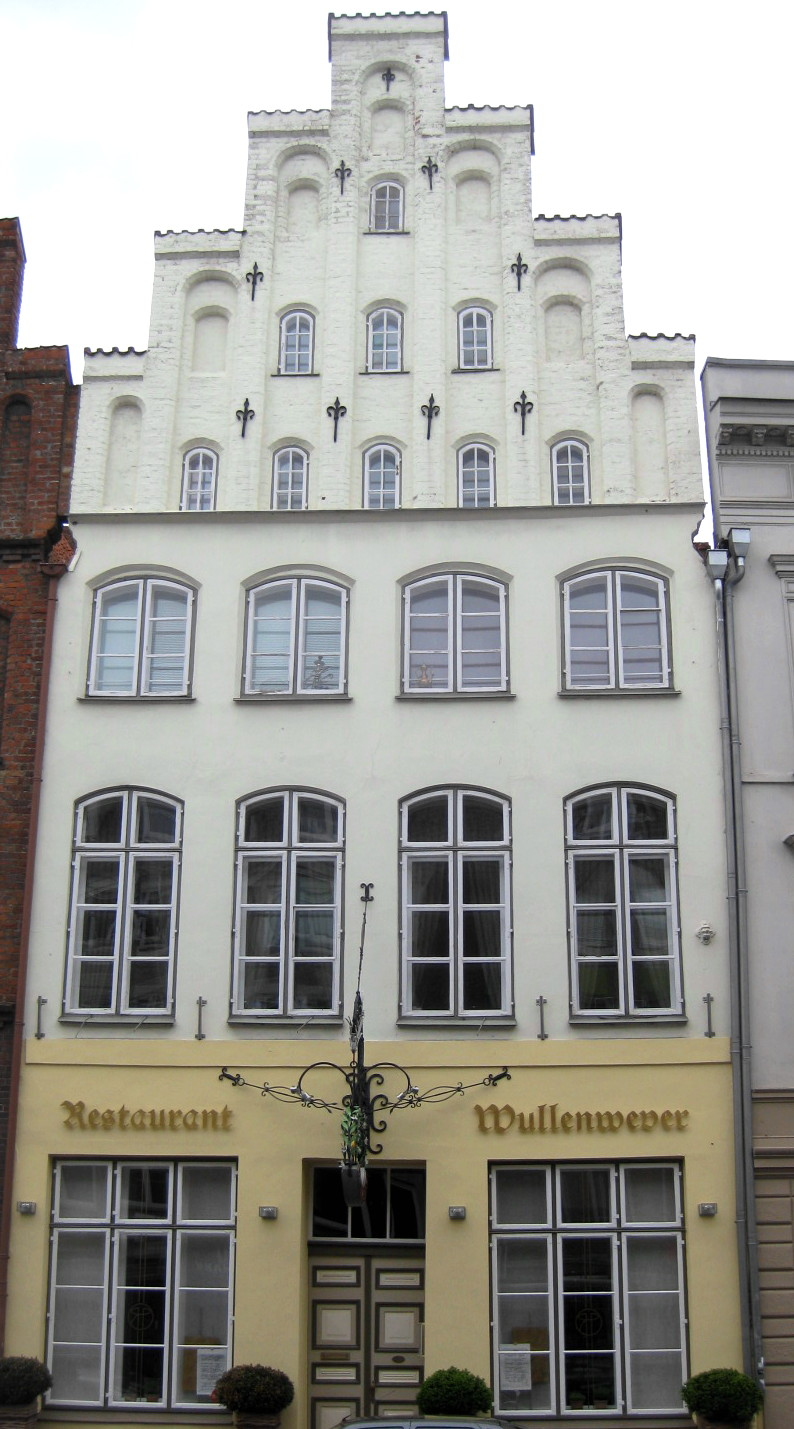
Restaurant Wullenwever

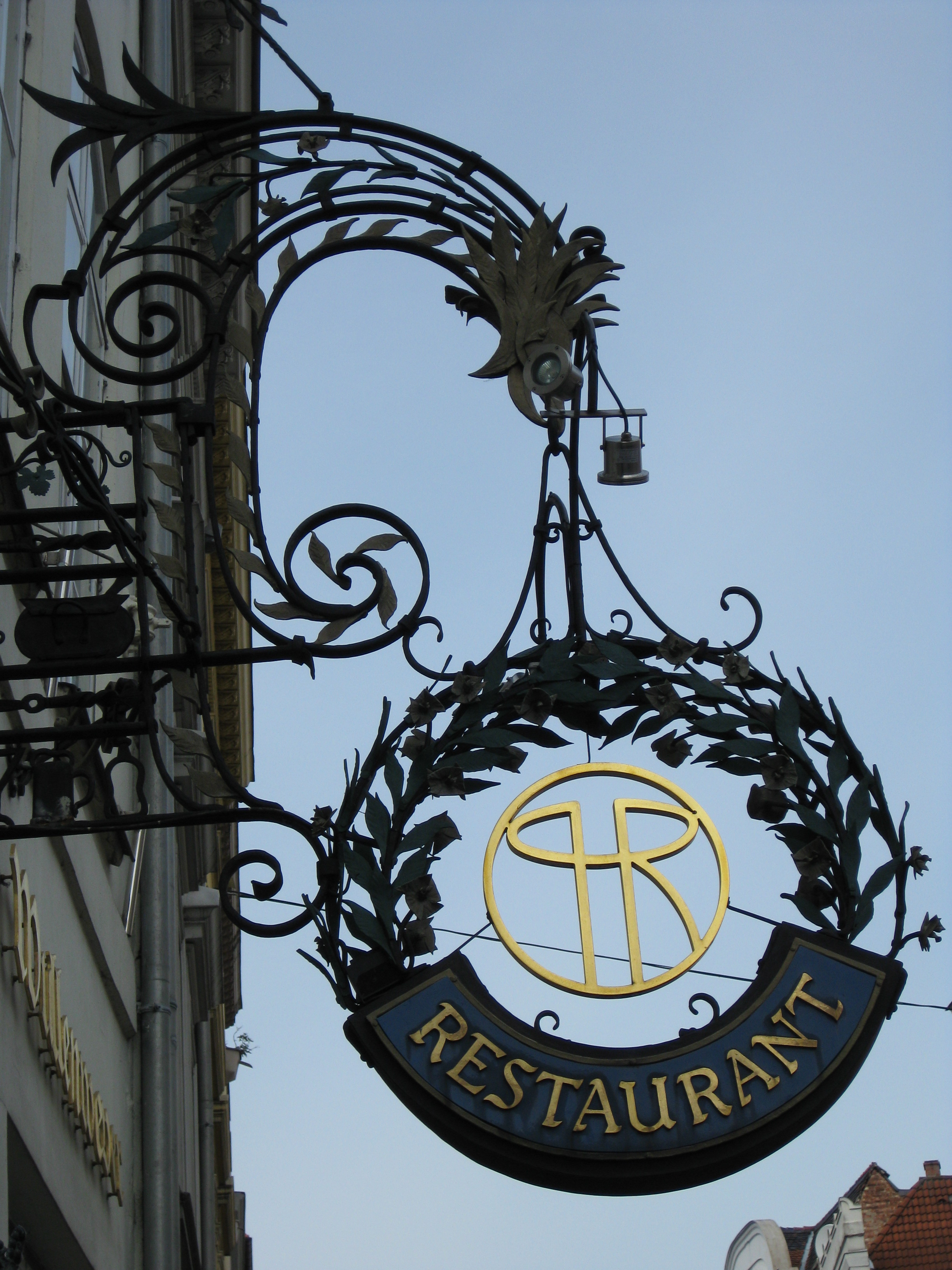
Nasenschild des Restaurants

Das Restaurant Wullenwever ist eine Gaststätte in der Hansestadt Lübeck (Schleswig-Holstein). Es befindet sich in einem unter Denkmalschutz stehenden Haus in der Beckergrube des Marien-Magdalenen-Quartiers in der Lübecker Altstadt, eines Flächenquartiers des UNESCO-Welterbes.

## Restaurant
Der in Hamburg geborene Koch Roy Petermann eröffnete das Restaurant 1990 in einem historischen Bürgerhaus. Bis 2006, als zwei Hotelrestaurants im Lübecker Stadtteil Travemünde ausgezeichnet wurden, war es das einzige Restaurant in der Stadt Lübeck, das einen Guide-Michelin-Stern trug.
Das Restaurant ist nach dem 1537 hingerichteten Lübecker Bürgermeister Jürgen Wullenwever benannt. Es gehört zur Confrérie de la Chaîne des Rôtisseurs, die es zu den „Spitzenhäusern an der traumhaften Ostseeküste“ zählt. Zum Restaurant gehört ein bewirtschafteter Innenhof. Petermanns Frau Manuela ist für den Service zuständig.
Das Restaurant bildet Köche und Restaurantfachleute aus, die in Wettbewerben vordere Plätze belegen.
Bekannte Gäste des Restaurants waren 2004 während eines Staatsbesuchs des französischen Staatspräsidenten Jacques Chirac auch der damalige Bundeskanzler Gerhard Schröder und Außenminister Joschka Fischer.

### Auszeichnungen
Das Restaurant ist neben dem Michelin-Stern mit 17 Punkten im Gault-Millau und drei Punkten im Feinschmecker ausgezeichnet. Der Varta-Führer verlieh ihm drei Diamanten. Der Schlemmer Atlas vergab drei Kochlöffel und die Wirtschaftszeitschrift Capital führt es unter den hundert besten Restaurants in Deutschland.

## Gebäude
Das mehrgeschossige Gebäude, in dem sich das Restaurant befindet, ist ein Lübecker Bürgerhaus mit einem Renaissance-Treppengiebel. Das Grundstück mit der heutigen Anschrift Beckergrube 71 wurde 1298 erstmals als bebaut erwähnt. 1305 war es ein Backhaus; im 16. Jahrhundert wurde es als Brauhaus genutzt. Es brannte 1793 ab, wurde neu aufgebaut und als Tischlerei genutzt. Beim Neuaufbau wurde die Anordnung der Fenster in den oberen Geschossen verändert. 1876 wurde das Haus umgebaut. Unter Denkmalschutz stehen insbesondere die Fassade und die Innentreppe der Diele mit erhaltenen Treppenpfosten aus dem 18. Jahrhundert. Die Pfosten sind mit Ornamenten verziert.